# Bill Leverty
 (juin 2023).
Si vous disposez d'ouvrages ou d'articles de référence ou si vous connaissez des sites web de qualité traitant du thème abordé ici, merci de compléter l'article en donnant les références utiles à sa vérifiabilité et en les liant à la section « Notes et références ».
Bill Leverty né le 30 janvier 1967 à Richmond dans l'État de Virginie aux États-Unis est le guitariste et membre fondateur du groupe FireHouse.

## Discographie

### FireHouse
- FireHouse (1990)
- Hold Your Fire (1992)
- 3 (1995)
- Good Acoustics (1996)
- Category 5 (1999)
- Bring 'Em Out Live (1999)
- O2 (2000)
- Prime Time (2003)